# Kerstin Tack

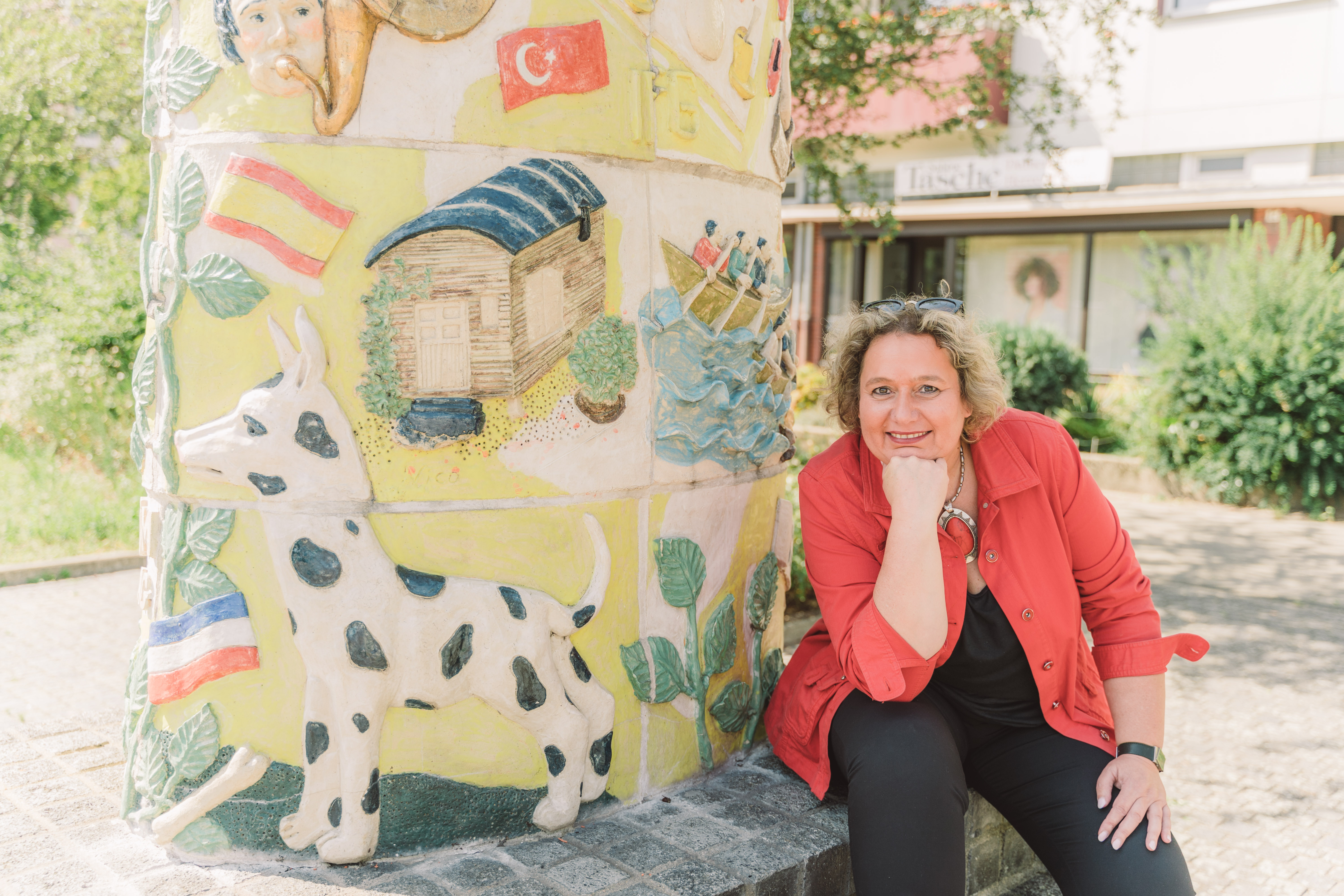
Kerstin Tack, 2019

Kerstin Tack (* 11. November 1968 in Wittingen) ist Diplom-Sozialpädagogin. Von 2009 bis 2021 war sie Abgeordnete im Deutschen Bundestag (SPD) und vertrat den Bundestagswahlkreis 41. Von 2018 bis 2021 war sie Sprecherin der SPD-Bundestagsfraktion für Arbeit und Soziales. Seit Januar 2022 ist Kerstin Tack Vorstandsvorsitzende des Paritätischen Wohlfahrtsverbands Niedersachsen e.V.

## Beruflicher Werdegang
In den Jahren 1985 bis 1988 machte Kerstin Tack eine Ausbildung zur Rechtsanwalts- und Notargehilfin in Wittingen. Anschließend absolvierte sie eine Ausbildung zur Erzieherin und erwarb das Fachabitur. Von 1992 bis 1996 studierte sie Sozialpädagogik. Nach dem Studium arbeitete sie zunächst zwei Jahre bei der Arbeiterwohlfahrt und anschließend jeweils zwei weitere Jahre als Jugendbildungsreferentin beim Deutschen Gewerkschaftsbund und als Geschäftsführerin des Betreuungsvereins in Hildesheim. Von 2001 bis 2009 war sie beim Niedersächsischen Landesamt für Soziales, Jugend und Familie als Beraterin der Jugendämter tätig. Seit Januar 2022 ist Kerstin Tack Vorsitzende des Paritätischen Wohlfahrtsverbands Niedersachsen e.V. und dort zuständig für die Bereiche Mitgliederförderung und Sozialpolitik.

## Politische Laufbahn
Von 1988 bis 1996 war Kerstin Tack im Jugendverband SJD – Die Falken aktiv, wo sie in den Jahren 1992 bis 1996 Bezirksvorsitzende im Bezirk Hannover war. 1993 trat sie in die SPD ein. Von 1993 bis 1998 war sie Vorstandsmitglied des SPD-Ortsvereines List-Süd, wo sie bis 2010 den stellvertretenden Vorsitz innehatte. Von 2005 bis 2007 war sie Vorstandsmitglied im SPD-Unterbezirk Region Hannover. Tack war von 2005 bis 2006 Mitglied im Bezirksrat Vahrenwald-List und von 2006 bis 2009 im Rat der Stadt Hannover, wo sie als jugendpolitische Sprecherin der SPD-Fraktion auch Mitglied des Fraktionsvorstands war.

## Bundestagsabgeordnete

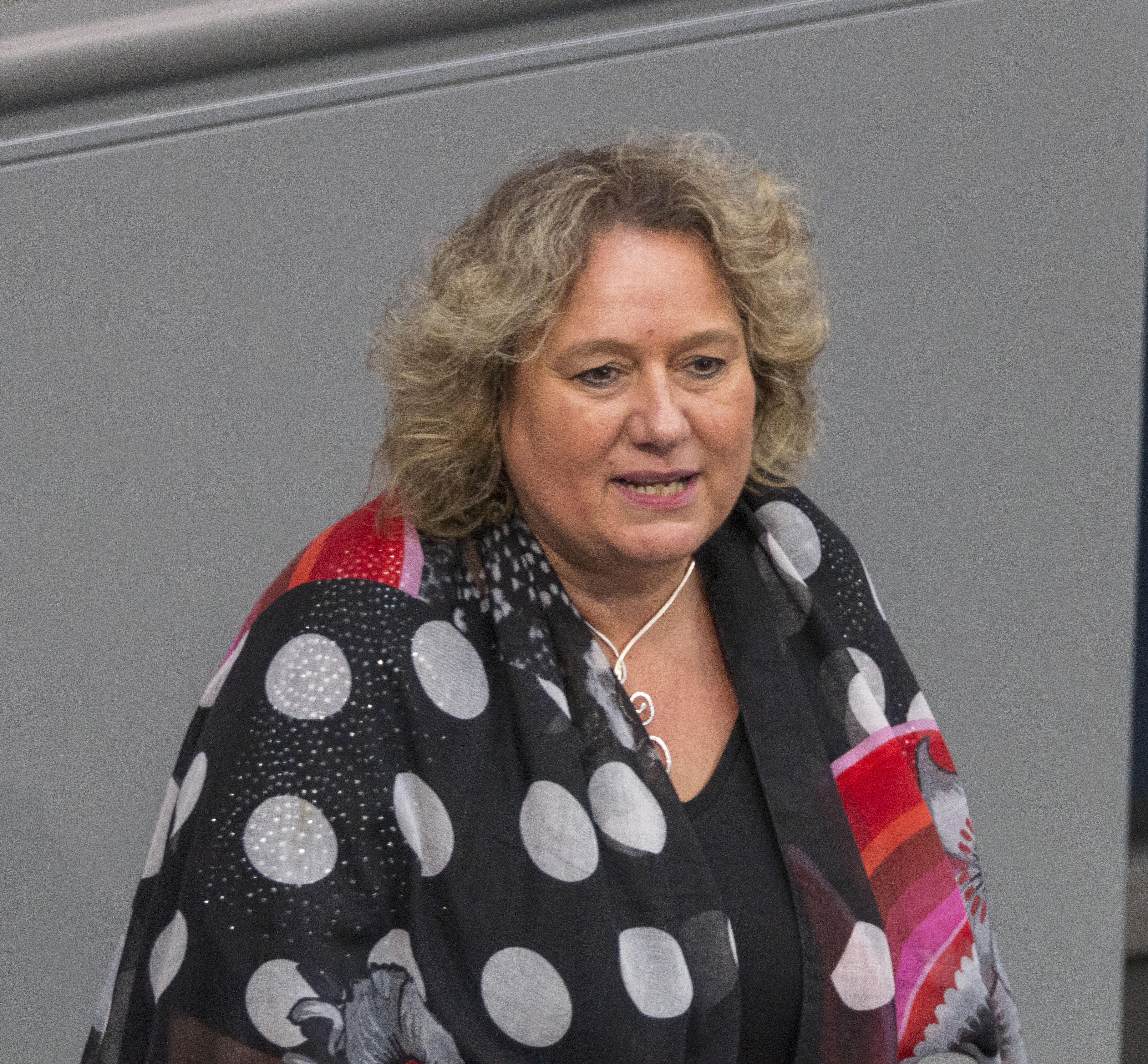
Kerstin Tack, 2020 im Deutschen Bundestag

Kerstin Tack war von 2009 bis 2021 Mitglied des Deutschen Bundestages. Bei den Bundestagswahlen 2009, 2013 und 2017 wurde sie im Wahlkreis Stadt Hannover I jeweils direkt gewählt. Tack war in der 19. Wahlperiode ordentliches Mitglied im Ausschuss für Arbeit und Soziales und stellvertretendes Mitglied im Ausschuss für Ernährung und Landwirtschaft und im Gesundheitsausschuss. Von 2014 bis 2018 war sie Beauftragte für die Belange von Menschen mit Behinderungen der SPD-Bundestagsfraktion. In den Jahren 2018 bis 2021 war Tack Sprecherin der SPD-Bundestagsfraktion für Arbeit und Soziales.
Mit einem Rundschreiben vom 27. August 2020 erklärte Kerstin Tack ihren Verzicht auf eine neue Kandidatur bei der Bundestagswahl 2021.

## Weitere Aktivitäten und Mitgliedschaften
Seit November 2014 ist Kerstin Tack Vizepräsidentin von Special Olympics Deutschland. Außerdem nimmt sie seit Juni 2013 einen Sitz im Aufsichtsrat des Sozialkaufhauses fairKauf eG Hannover wahr. Im Jahr 2009 übernahm Tack die Schirmherrschaft für den Nachbarschaftstreff List-NordOst, im Januar 2016 wurde sie zudem Schirmherrin für die Stadtteilstiftung Sahlkamp-Vahrenheide. Weiterhin ist Kerstin Tack seit 2018 Schirmherrin der Obdachlosenhilfe Hannover e.V. Daneben engagiert sich Kerstin Tack in der AWO-mit Herz-Stiftung. Sie ist Mitglied der Gewerkschaft ver.di.

## Auszeichnungen
2024 wurde Tack mit dem Bundesverdienstkreuz am Bande ausgezeichnet.